# Музика у филмовима о Џејмсу Бонду
У серијалу филмова о Џејмсу Бонду продуцентске куће EON Productions појављује се велик број значајних музичких тема и песама од којих неке данас имају статус класичних дела филмске музике. Најпознатија од свих је свеприсутна и општепозната "The James Bond Theme". Више инструменталних тема временом постаје заштитни знак серије, као што су "The 007 Theme", "У тајној служби Њеног Величанства", а такође и разне насловне песме као што су "Живи и пусти умрети" Пола Макартнија те "Поглед на убиство" групе Дјуран Дјуран.

## Музичка тема „Џејмс Бонд“
Тема "Џејмс Бонд" најпознатија је музичка тема у филмовима о агенту Џејмсу Бонду и појављује се у различитим варијацијама у сваком филму серије још од Доктора Ноа. Двапут је судски одлучивано да је њен аутор Монти Норман, иако композитор Џон Бари полаже право на ауторство. Аутор аранжмана за првобитну верзију теме у филму Доктор Но, првом из серијала, био је управо Џон Бари. 
Препознатљив ритам првих неколико тактова "The James Bond Theme" Монти Норман описује као „дам да-да-дам-дам, дам дам дам, дам да-да дам дам, дам дам дам“ и тврди да је инспирацију за то пронашао у песми „Добар знак, лош знак“ коју певају Индијци у његовом мјузиклу Кућа за господина Бисвоза написаном по роману В. С. Најпола а чија радња је смештена у индијску заједницу на Тринидаду. У документарцу О филму Доктор Но Норман изводи песму Добар знак, лош знак па се гледаоци могу уверити да је песма врло слична потоњој теми Џејмс Бонд.
Данас се Норман сматра правим аутором ове композиције тако да све од 1962. добија ауторске хонораре. Добио је и два судска процеса против издавача који су тврдили да је Бари прави аутор композиције, а последњи процес (против Сандеј тајмса) добио је 2001. Данас се сматра да је Бари само аутор оркестралног аранжмана за композицију. 
Препознатљив гитарски риф који се чује у оригиналној теми одсвирао је Вик Флик који је неколико година касније одсвирао гитарске деонице у познатој музичкој теми Рона Грејнера за ТВ-серијал Заточеник из 1967.
"The James Bond Theme" у обради Кена Торна накратко се појављује у филму Help! са Битлсима у главној улози. Тему су такође обрађивали Ерик Сера у Златном оку, Моби у Сутра не умире никад те Пол Оукенфолд у Умри други дан.
Пре композиције "The James Bond Theme", Монти Норман написао је још једну, истоимену композицију која је такође била предвиђена за филм Доктор Но. Ради се о блуз мелодији која није коришћена у филму, али је објављена на ЦД-у са музиком из филма, док је њена нешто бржа верзија, названа "Twisting with James", постала једна од најпознатијих музичких тема која никад није била коришћена у неком од филмова о Бонду.

## 007
"007" (често називана и "The 007 Theme"), музичка је тема коју је 1963. написао Џон Бари за Бонд-филм Из Русије с љубављу.
"007" се састоји од бас-деонице уз коришћење дувачких и жичаних инструмената и појављује се у пет филмова о Бонду: 
- Из Русије с љубављу – чује се у секвенци када Бонд украде Лекторов декодер из руске амбасаде у Истанбулу те још једном, нешто касније за време потере чамцима
- Операција Гром – чује се у сквенци узбудљиве подводне борбе
- Само двапут се живи – чује се за време лета „Мале Нели“
- Дијаманти су вечни – чује се у секвенци у којој Бонд демолира Блофилдов главни штаб
- Операција Свемир – чује се за време потере по Амазону

## Композитори
Композиције Џона Барија значајно су допринеле популарности филмова о Џејмсу Бонду. Заједно са непотписаним темом у филму Доктор Но, Бари је компоновао музику за једанаест филмова о Бонду а такође се води као аутор тема "007" (са доминантним дувачким и перкусионистичким деоницама) те знане оркестралне теме У тајној служби Њеног величанства.
У серијалу су ангажовани и други познати композитори и музички продуценти, као што су Џорџ Мартин, Бил Конти, Мајкл Кејмен, Марвин Хамлиш, Ерик Сера те Дејвид Арнолд који је компоновао музику за последња четири филма серијала.

## Насловне теме
Филмови о Џејмсу Бонду познати су по препознатљивим насловним темама које изводе популарни певачи и певачице. Неке од тих песама по нечему се издвајају од осталих – енглеска певачица Шина Истон била је номинована за Оскара у категорији најбоље песме за интерпретацију теме Била Контија „Само за твоје очи“, Баријева насловна тема "Поглед на убиство" у интерпретацији поп-групе Дјуран Дјуран била је на врху америчких топ-листа, док је Мадона за интерпретацију песме "Умри други дан" била 2002. номинована за награду Златна малина у категорији најгоре оригиналне песме (пандан награди Златни глобус за најбољу оригиналну песму).
Главна музичка тема филма Доктор Но је већ помињана "James Bond Theme" иако се у уводној шпици чује и непотписани бонго интерлудијум, а уводна шпица завршава вокалном верзијом песме "Три слепа миша" (у калипсо стилу) који изводи група „Кингстон калипсо“ и која се у филму чује неколико пута. Захваљујући овоме, Доктор Но је једини Бонд-филм који има две главне музичке теме. 
Неколико каснијих филмова серије имају, уз главну, и алтернативну музичку тему која се обично чује за време одјавне шпице. У Сутра не умире никад (1997) за време одјавне шпице чујемо тему "Surrender" у извођењу К. Д. Ланг. Композитор Дејвид Арнолд користио је песму као препознатљиву музичку подлогу филма. У филму Дах смрти (1987) алтернативна тема је песма "If There Was A Man" Џона Барија у извођењу Притендерса. "Surrender" је необична по томе што се у њој користе речи из наслова филма, Сутра на умире никад, што је неке навело на претпоставку да је ова алтернативна музичка тема заправо била предвиђена за главну тему уместо насловне песме коју је отпевала Шерил Кроу.
У филму У тајној служби Њеног Величанства (1969) чује се ефектан инструментал, по много чему јединствен за филмове снимљене после Доктора Ноа, те вокална тема „Имамо све време света“ Џона Барија и Хала Дејвида у интерпретацији Луја Армстронга.
Музичке теме алтернативне насловним песмама компоноване су за филмове Човек са златним пиштољем (1974) и Сутра не умире никад (1997), продуценти су их били узели у разматрање али се никад нису појавиле у филму; у првом случају, аутор алтернативне теме Алис Купер уврстио је песму у свој албум Muscle of Love из 1973, а у другом случају песма групе Палп „Сутра не лаже никад“ – написана у време када је то био радни наслов филма – уврштена је на Б-страну њиховог сингла из 1997. "Help the Aged" те на њихов албум из 1998. This is Hardcore.
Велшка певачица Ширли Беси отпевала је највише Бонд-песама – чак три и то у филмовима Голдфингер, Дијаманти су вечни те Операција Свемир. 
| Филм                                    | Година | Композитор    | Насловна песма                            | Извођач                                          |
| --------------------------------------- | ------ | ------------- | ----------------------------------------- | ------------------------------------------------ |
| Доктор Но                               | 1962   | Монти Норман  | "The James Bond Theme" „Кингстон калипсо“ | Монти Норман, оркестрација Џон Бари Монти Норман |
| Из Русије с љубављу                     | 1963   | Џон Бари      | "Из Русије с љубављу“                     | Мат Манро                                        |
| Голдфингер                              | 1964   | Џон Бари      | "Голдфингер“                              | Ширли Беси                                       |
| Операција Гром                          | 1965   | Џон Бари      | "Операција Гром“                          | Том Џоунс                                        |
| Само двапут се живи                     | 1967   | Џон Бари      | "Само двапут се живи“                     | Ненси Синатра                                    |
| Казино Ројал (неофицијелни филм)        | 1967   | Берт Бакарак  | "Казино Ројал“                            | Херб Алперт и Тихуана брас                       |
| У тајној служби Њеног величанства       | 1969   | Џон Бари      | "У тајној служби Њеног Величанства“       | Џон Бари                                         |
| Дијаманти су вечни                      | 1971   | Џон Бари      | "Дијаманти су вечни“                      | Ширли Беси                                       |
| Живи и пусти умрети                     | 1973   | Џорџ Мартин   | "Живи и пусти умрети“                     | Пол Макартни & Вингс                             |
| Човек са златним пиштољем               | 1974   | Џон Бари      | "Човек са златним пиштољем“               | Лулу                                             |
| Шпијун који ме волео                    | 1977   | Марвин Хамлиш | "Нико то не ради боље“                    | Карли Сајмон                                     |
| Операција Свемир                        | 1979   | Џон Бари      | "Операција Свемир“                        | Ширли Беси                                       |
| Само за твоје очи                       | 1981   | Бил Конти     | "Само за твоје очи“                       | Шина Истон                                       |
| Октопуси                                | 1983   | Џон Бари      | "All-Time High"                           | Рита Кулиџ                                       |
| Никад не реци никад (неофицијелни филм) | 1983   | Мишел Легран  | "Никад не реци никад“                     | Лани Хол                                         |
| Поглед на убиство                       | 1985   | Џон Бари      | "Поглед на убиство“                       | Дјуран Дјуран                                    |
| Дах смрти                               | 1987   | Џон Бари      | "Дах смрти“                               | а-ха                                             |
| Дозвола за убиство                      | 1989   | Мајкл Кејмен  | "Дозвола за убиство“                      | Гледис Најт                                      |
| Златно око                              | 1995   | Ерик Сера     | "Златно око“                              | Тина Тарнер                                      |
| Сутра не умире никад                    | 1997   | Дејвид Арнолд | "Сутра не умире никад"                    | Шерил Кроу                                       |
| Свет није довољан                       | 1999   | Дејвид Арнолд | "Свет није довољан"                       | Гарбиџ                                           |
| Умри други дан                          | 2002   | Дејвид Арнолд | "Умри други дан"                          | Мадона                                           |
| Казино Ројал                            | 2006   | Дејвид Арнолд |                                           |                                                  |
| Skyfall                                 | 2012.  | Paul Epworth  | "Skyfall"                                 | Адел                                             |

### Остале песме
У већини филмова о Џејмсу Бонду могу се чути и друге музичке нумере. Неке од тих песама (као на пример „Имамо све време света") достигле су, па и премашиле популарност главне теме, док су осталим случајевима те песме најчешће повезују са филмом у којем се чују.
| Филм                              | Наслов                                                      | Година | Извођач                             |
| --------------------------------- | ----------------------------------------------------------- | ------ | ----------------------------------- |
| Доктор Но                         | "Jump Up" "Under the Mango Tree"                            | 1962   | Бајрон Ли и Драгонерси Монти Норман |
| Операција Гром                    | "Господин Љуби и Убија“                                     | 1965   | Дајана Ворик (није уврштена у филм) |
| Казино Ројал (неофицијелни филм)  | "Изглед љубави“                                             | 1967   | Дасти Спрингфилд                    |
| У тајној служби Њеног Величанства | "Имамо све време света“ „Знаш ли како божићње дрвце расте?" | 1969   | Луј Армстронг Нина                  |
| Дах смрти                         | "Куда су сви отишли?" "If There Was a Man"                  | 1987   | Претендерси Претендерс              |
| Дозвола за убиство                | "If You Asked Me To"                                        | 1989   | Пати Лабел                          |
| Златно око                        | "Искуство љубави“                                           | 1995   | Ерик Сера                           |
| Сутра не умире никад              | "Surrender"                                                 | 1997   | К. Д. Ланг                          |

Песма „Господин Љуби и Убија“ Дајане Ворик заправо се никад не чује у филму Операција Гром; песма је требало да буде главна музичка тема филма, али се од тога одустало пошто је Алберт Броколи инсистирао на песми која ће у себи садржавати речи из наслова филма. Мелодија песме „Господин Љуби и Убија“ чује се током целог трајања филма. Ворикова је коначну песме верзију снимила 90-их година.

## Видео-игре
Побољшањем квалитета репродукције звука на конзолама за видео-игре и личним рачунарима, уз сталан пораст популарности рачунарских и видео-игара, издавачка кућа Електроник артс почела је користити уводне песме те уводне и одјавне шпице (направљене у стилу Бонд-филмова) за све своје новије видео-игре. 
| Видео-игра                | Година | Композитор       | Насловна песма   | Извођач |
| ------------------------- | ------ | ---------------- | ---------------- | ------- |
| Ноћна ватра               | 2002   |                  |                  | Естеро  |
| Златно око: Агент битанга | 2004   | Пол Оукенфолд    | Без музичке теме |         |
| Све или ништа             | 2004   | Шон Калери       | "Све или ништа“  | Маја    |
| Из Русије с љубављу       | 2005   | Кристофер Ланерц |                  |         |